# Junkers Ju 248
Die Junkers Ju 248 war ein deutsches raketengetriebenes Jagdflugzeug aus dem letzten Jahr des Zweiten Weltkrieges. Sie war eine Weiterentwicklung der Messerschmitt Me 163.

## Entwicklung

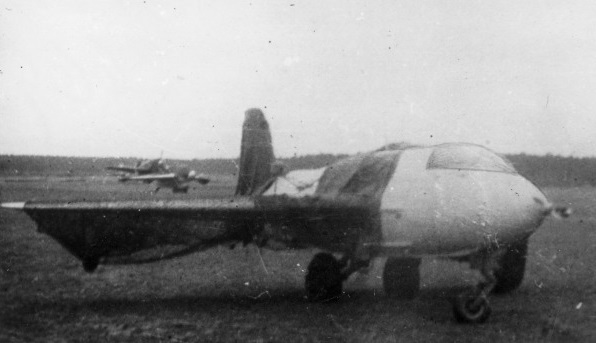
Erprobungsträger Me 163 BV 18

Nach den ersten Einsatzerfahrungen mit der Me 163 B folgte die verbesserten Ausführung Me 163 C, die das neue Triebwerk HWK 109-509C mit zusätzlicher Marschbrennkammer (als „Marschofen“ bezeichnet) erhalten sollten. Das RLM entschloss sich jedoch zu einer Neukonstruktion. Da die Entwicklungsabteilung von Messerschmitt durch immer neue Projekte im Jägernotprogramm überlastet war, erhielt Junkers den Auftrag. Der neue Raketenjäger war in Rumpf und Kanzel aerodynamisch überarbeitet und besaß wie vorgesehen ein Einziehfahrwerk, das zur Verkürzung der Entwicklungs- und Bauzeit beim Erprobungsträger Me 263 BV 18 noch starr ausgelegt war. Die Tragflächen wurden mit geringen Änderungen von der Me 163B übernommen. Eine Attrappe wurde im Sommer 1944 angefertigt und am 25. September besichtigt. Es folgten zwei Erprobungsträger, die aus Me-163-B-Versuchsmustern umgerüstet und als BV 13 und BV 18 bezeichnet wurden. Das Triebwerk stand schließlich im Herbst 1944 zur Verfügung, sein Schub der Hauptbrennkammer konnte zwischen 400 und 1960 kp geregelt werden, die Marschbrennkammer lieferte zusätzliche 400 kp. Die BV 18 führte mit Hans-Joachim Pancherz am 3. November 1944 in Brandis einen ersten Start unter Verwendung des Triebwerks durch. Ein zweiter erfolgte am 23. Januar 1945 im Schlepp mit einer Bf 110. War die Einsatzhöhe erreicht, wurde die Hauptbrennkammer abgeregelt, wodurch die Flugzeit gegenüber der Me 163 mehr als verdoppelt werden konnte. Die Konstruktion erhielt am 5. Januar die Typenbezeichnung Me 263. Der erste Prototyp Me 263 V1 flog mit Karl Wendt in Dessau erstmals am 8. Februar 1945. Bis zum 19. Februar absolvierten er und Hans-Joachim Pancherz mit ihm 13 Flüge. Dann wurde die Erprobung wegen Treibstoffmangels ausgesetzt. Insgesamt wurden je nach Quelle nur drei bzw. fünf Prototypen fertiggestellt, von denen die V1 bis V3 den US-Truppen in die Hände fielen. Die V2 wurde anschließend gesprengt, eine weitere Me 263 sowie die Attrappe der nachrückenden Roten Armee übergeben. In der Sowjetunion wurde Mikojan-Gurewitsch zu einem ähnlichen Muster, der I-270, inspiriert.
Im Film Stählerner Adler III wurde das Flugzeug ARES der Firma Scaled Composites als Me 263 gezeigt.

## Technische Daten

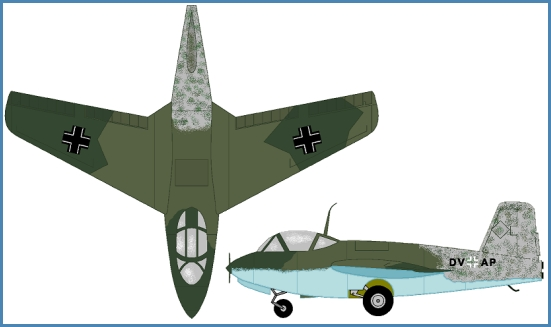
Zweiseitenansicht der Ju 248

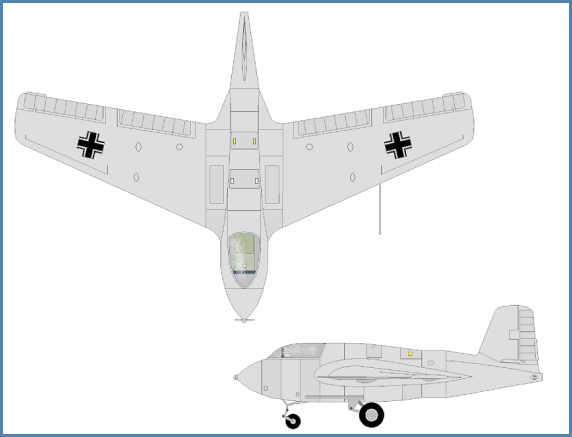
Zweiseitenansicht der Me 163 BV 18

| Kenngröße              | Daten                                                                       |
| ---------------------- | --------------------------------------------------------------------------- |
| Besatzung              | 1                                                                           |
| Länge                  | 7,89 m                                                                      |
| Spannweite             | 9,55 m                                                                      |
| Höhe                   | 2,70 m                                                                      |
| Flügelfläche           | 17,80 m²                                                                    |
| Flügelflächenbelastung | Leermasse: 123,6 kg/m² max. Startmasse: 298,4 kg/m² Landemasse: 147,5 kg/m² |
| Flügelstreckung        | 5,1                                                                         |
| Leermasse              | 2200 kg                                                                     |
| max. Startmasse        | 5312 kg                                                                     |
| Landemasse             | 2626 kg (nach Kraftstoffverbrauch)                                          |
| Höchstgeschwindigkeit  | 950 km/h (in 6000 m)                                                        |
| Marschgeschwindigkeit  | 145 km/h (Gleitflug)                                                        |
| Steigzeit auf 13.000 m | 3 min                                                                       |
| max. Flughöhe          | 16.000 m                                                                    |
| Reichweite             | 165 km (aus 11 km im Gleitflug)                                             |
| Triebwerk              | ein Raketentriebwerk Walter HWK 109-509C-4 mit bis zu 2355 kp Schub         |
| Bewaffnung             | zwei 30-mm-Kanonen MK 108                                                   |